# Samsung Galaxy Tab S9
Samsung Galaxy Tab S9 — это серия планшетов на базе Android, разработанных и продаваемых компанией Samsung Electronics. Представленные на мероприятии Samsung Galaxy Unpacked 26 июля 2023 года в Сеуле, Южная Корея, они являются преемниками серии Galaxy Tab S8. Анонс планшета, наряду с Galaxy Z Fold 5, Galaxy Z Flip 5 и Galaxy Watch 6, ознаменовал первую конференцию Galaxy Unpacked, которая прошла в родной стране Samsung — Южной Корее. Планшеты были выпущены 11 августа 2023 года.
3 октября 2023 года Samsung анонсировала Samsung Galaxy Tab S9 FE и Samsung Galaxy Tab S9 FE+, заметными отличиями которых являются использование ЖК-экранов с более низким разрешением и частотой обновления вместо AMOLED, чипсет Exynos 1380 среднего класса вместо высокопроизводительного Snapdragon 8 Gen 2, два динамика вместо четырех, более медленный порт USB 2.0 без поддержки DisplayPort (без внешнего монитора), Wi-Fi 6 (2,4 ГГц, 5 ГГц) вместо Wi-Fi 6E (поддержка 6 ГГц), другая настройка камеры и наличие сканера отпечатков пальцев на кнопке питания, а не под дисплеем.

## Модели

### Galaxy Tab S9
Galaxy Tab S9 оснащен 11-дюймовым дисплеем Dynamic AMOLED 2X с разрешением 2560x1600 пикселей и частотой обновления 120 Гц. Он работает на процессоре Qualcomm Snapdragon 8 Gen 2 в паре с 8 ГБ или 12 ГБ оперативной памяти и 128 ГБ или 256 ГБ встроенной памяти. Планшет оснащен 13-мегапиксельной задней камерой и 12-мегапиксельной фронтальной камерой. Он питается от аккумулятора емкостью 8400 мАч и поддерживает быструю зарядку 45 Вт.
Galaxy Tab S9 работает на Android 13 с пользовательским интерфейсом Samsung One UI 5.1.1. Однако с тех пор он был обновлен до Android 14 с One UI 6.1.1. Он доступен в двух цветах: графитовый и бежевый.

### Samsung Galaxy Tab S9+
Galaxy Tab S9+ оснащен 12,4-дюймовым дисплеем Dynamic AMOLED 2X с разрешением 1752x2800 пикселей и частотой обновления 120 Гц. Он работает на процессоре Qualcomm Snapdragon 8 Gen 2 в паре с 12 ГБ оперативной памяти и 256 ГБ или 512 ГБ встроенной памяти. Планшет имеет 13-мегапиксельную заднюю камеру и 12-мегапиксельную фронтальную камеру. Он питается от аккумулятора емкостью 10090 мАч и поддерживает быструю зарядку 45 Вт.
Galaxy Tab S9+ изначально был выпущен с Android 13 и One UI 5.1.1. Однако с тех пор он был обновлен до Android 14 с One UI 6.1.1. Он доступен в двух цветах: графитовый и бежевый.

### Samsung Galaxy Tab S9 FE

#### Samsung Galaxy Tab S9 FE+
Galaxy Tab S9 FE+ оснащен TFT (LCD)-дисплеем с разрешением 2560x1600 пикселей и частотой обновления 90 Гц. Он работает на процессоре Exynos 1380 в паре с 8 ГБ ОЗУ и 128 ГБ или 12 ГБ ОЗУ и 256 ГБ памяти. Планшет имеет 8-мегапиксельную заднюю камеру, 8-мегапиксельную сверхширокоугольную и 12-мегапиксельную фронтальную камеры. Он питается от аккумулятора емкостью 10090 мАч и поддерживает быструю зарядку 45 Вт.
Galaxy Tab S9 FE+ изначально был выпущен с Android 13 и One UI 5.1.1. Однако с тех пор он был обновлен до Android 14 с One UI 6.1.1. Он доступен в четырех цветах: серебристый, серый, лавандовый и мятный.